# 陸小鳳 (1976年電視劇)
《陸小鳳》（英語：Luk Siu-fung）是香港無線電視於1976年根據古龍小說《陸小鳳傳奇》改編所拍攝的電視連續劇，全劇共10集，編導、監製王天林，主要演員有劉松仁、黃允財、黃元申、韓馬利等。

## 故事大綱
陸小鳳武功高強，愛理不平事，因此樹敵甚多，常遭暗算，但他總能化險為夷。陸小鳳風流不羈，到處留情，好不快活，卻不知傷透多少女兒心。陸小鳳的生死之交花滿樓，乃一武藝超凡的瞎子，為人不喜女色。一日，花滿樓突聞少女上官飛燕被追殺，遂出手相救，上官飛燕為報答花滿樓，主動留下來照顧他，二人發展出微妙的感情…

## 演員表
- 劉松仁 飾 陸小鳳
- 黃允財 飾 花滿樓
- 黃元申 飾 西門吹雪
- 黃杏秀 飾 孫秀清
- 韓馬利 飾 上官丹鳳/上官飛燕
- 江　濤 飾 朱　停
- 程可為 飾 朱　妻/老闆娘
- 吳　桐 飾 霍　休/上官木
- 莊文清 飾 上官雪兒
- 金興賢 飾 柳餘恨
- 徐廣林 飾 獨孤方
- 梁侃輝 飾 蕭秋雨
- 劉國誠 飾 鐵面判官
- 何廣倫 飾 勾魂手
- 陳美璇 飾 九姑娘
- 黃楚英 飾 歌妓甲
- 湯慧蘭 飾 歌妓乙
- 陳領威 飾 崔一洞
- 駱　恭 飾 大金鵬王
- 尹　發 飾 洪　濤
- 江　毅 飾 嚴鐵珊/嚴立本
- 關　聰 飾 霍天青
- 白文彪 飾 馬行空
- 羅浩楷 飾 蘇少英/嚴人英
- 曹　濟 飾 獵　戶
- 羅國維 飾 山西雁
- 周　吉 飾 樊　顎
- 李國麟 飾 市井七俠
- 劉仕裕 飾 市井七俠
- 黃炳麟 飾 市井七俠/簡　二
- 林方賢 飾 市井七俠
- 陳榮基 飾 市井七俠
- 宋啟浩 飾 市井七俠
- 高妙思 飾 馬秀真
- 何家慧 飾 石秀雲
- 陳復生 飾 葉秀珠
- 關海山 飾 獨孤一鶴/平獨鶴
- 馬劍棠 飾 司空摘星
- 梁少狄 飾 市井七俠
- 黃　新 飾 清風道長
- 嚴秋華 飾 道　童

## 歌曲
主題曲《陸小鳳》
- 作曲：顧嘉煇
- 填詞：盧國沾
- 主唱：鄭少秋

插曲《鮮花滿月樓》
- 作曲：顧嘉煇
- 填詞：盧國沾
- 主唱：張德蘭

插曲《落花淚影》
- 作曲：顧嘉煇
- 填詞：盧國沾
- 主唱：張德蘭